# Нуклеарна електрана Кашивазаки-Карива
Нуклеарна електрана Кашивазаки-Карива (柏 崎 刈 羽 原子 力 発 電 所) је велика нуклеарна електрана која се простире на 4,2 квадратна километра укључујући земљиште у градовима Кашивазаки и Карива у префектури Нигата, на обали Јапанског мора, одакле добија воду за хлађење. Постројење је у власништву и њиме управља компанија Tokyo Electric Power Company.
То је највећа нуклеарна електрана на свету по нето електричној снази.
Била је приближно 19 km (12 mi) од епицентра другог по снази земљотреса који се догодио у нуклеарној електрани, земљотреса магнитуде 6.6. јула 2007. године близу обале мора. Ово је уздрмало постројење изван пројектне основе и покренуло продужено гашење ради инспекције, што је указивало на то да је потребна већа заштита од земљотреса пре него што се може наставити са радом. Постројење је потпуно затворено 21 месец након земљотреса. Јединица 7 је поново покренута након сеизмичких надоградњи 9. маја 2009. године, а потом јединице 1, 5 и 6. (јединице 2, 3 и 4 нису поново покренуте).
Након земљотреса 11. марта 2011. године, све поново покренуте јединице су искључене и спроводе се побољшања безбедности. Од јуна 2020. године ниједна јединица није поново покренута, а датум за наставак рада остаје непознат.

## Реактори
Има седам јединица, све поредане дуж обалне линије. Нумерисање започиње од јединице 1 са најјужнијом јединицом до јединице 4, затим постоји велики зелени простор између јединице 4 и 7, а затим се наставља са јединицама 6 и 5, најновијом од реактора.
|                                      | KK – 1     | KK – 2     | KK – 3     | KK – 4    | KK – 5    | KK – 6              | KK – 7              |
| ------------------------------------ | ---------- | ---------- | ---------- | --------- | --------- | ------------------- | ------------------- |
| Тип реактора                         | BWR        | BWR        | BWR        | BWR       | BWR       | ABWR                | ABWR                |
| Нето снага (MW)                      | 1,067      | 1,067      | 1,067      | 1,067     | 1,067     | 1,315               | 1,315               |
| Бруто снага (MW)                     | 1,100      | 1,100      | 1,100      | 1,100     | 1,100     | 1,356               | 1,356               |
| Почетак конструкције                 | 5/6/1980   | 18/11/1985 | 7/3/1989   | 5/3/1990  | 20/6/1985 | 3/11/1992           | 1/7/1993            |
| Прва критична тачка                  | 12/12/1984 | 30/11/1989 | 19/10/1992 | 1/11/1993 | 20/7/1989 | 18/12/1995          | 1/11/1996           |
| Почетак рада                         | 18/9/1985  | 28/9/1990  | 11/8/1993  | 11/8/1994 | 10/4/1990 | 7/11/1996           | 2/7/1997            |
| Трошкови инсталације (1,000 јена/kW) | 330        | 360        | 310        | 310       | 420       | 310                 | 280                 |
| Добављач реактора                    | Toshiba    | Toshiba    | Toshiba    | Hitachi   | Hitachi   | Hitachi/ Toshiba/GE | Hitachi/ Toshiba/GE |

Трошкови инсталације електричне енергије за јединице на овом месту добро одражавају општи тренд трошкова нуклеарних постројења. Капитални трошкови повећавали су се током 1980-их, али су у модерно доба постали јефтинији. Последње две јединице су били први напредни реактори за врелу воду који су икада направљени (АБРВ).

### Перформансе
Тако велика величина постројења има неколико економских предности, а једна од њих је ограничени утицај прекида пуњења горива појединих јединица на укупну нето производњу електране. Глатка транзиција виђена је у историји производње електричне енергије у постројењу све до тренутка када су изграђена последња два блока. Нажалост, од завршетка изградње, електрана је имала два догађаја због којих је цело постројење било затворено.

### Делимични прекиди рада
У фебруару 1991. године, јединица 2 је аутоматски искључена након наглог пада притиска уља у парној турбини.
Дана 18. јула 1997. године, радиоактивна пара је процурила из мерача у оквиру јединице 7 фабрике. У мају је пуцањем цеви одложено пробно покретање постројења, а раније у јулу пронађен је дим који је долазио из машина.
У јануару 1998. године, јединица 1 је искључена након повећања нивоа зрачења у пари која покреће аларме изазване турбином. Нивои су наводно били 270 пута већи од очекиваног оперативног нивоа.
Реактори у погону компаније искључени су један по један након открића намерног фалсификовања података 2002. године. Први је направљен ван мреже 9. септембра 2002, а последњи је искључен ван мреже 27. јануара 2003. Најновије јединице, по природи сигурније АБВР-ове, најбрже су враћене на мрежу и доживеле најмањи ефекат. С друге стране, јединице 1, 2 и 3 нису производиле електричну енергију током фискалне 2003. године.

## Гориво
Сви реактори и даље користе ниско обогаћени уранијум као нуклеарно гориво; међутим, компанија Tokyo Electric Power Company, је израдила планове за употребу МОКС горива (нуклеарно гориво које садржи више од једног оксида цепљивог материјала, који се обично састоји од плутонијума помешаног са природним уранијумом, прерађеним уранијумом или осиромашеним уранијумом. МОКС гориво је алтернатива гориву са ниским обогаћеним уранијумом) у неким од реактора уз дозволу Јапанске комисије за атомску енергију. Јавним референдумом у селу Карива 2001. гласало се 53% против употребе новог горива. Након скандала око фабриковања података из 2002. године, тадашњи председник Нобуиа Минами најавио је да ће планови за употребу МОКС горива у фабрици КК бити обустављени на неодређено време.

## Земљотреси
Песак на локацији је уклоњен и реактор је саграђен на чврстом терену. Суседно земљиште је затрпано. Подруми зграда реактора протежу се неколико нивоа ниже (максимално 42 м испод нивоа). Ови подземни елементи стабилишу зграде реактора, чинећи мање вероватним да ће се пољуљати због резонанцијских вибрација током земљотреса. Као и код других јапанских електрана, реактори у електрани изграђени су према стандардима отпорности на земљотрес, који су регулисани законом и Јапанском комисијом за атомску енергију.
У 2006. години модификовани су и пооштрени сигурносни стандарди за отпорност на земљотрес у јапанским нуклеарним постројењима. Након земљотреса 2007. године појавиле су се сумње да је друга линија квара можда ближа електрани него што се првобитно мислило, а можда пролази право кроз локацију.

### Земљотрес 2007. године
Постројење компаније било је удаљено 19 километара од епицентра подморског земљотреса магнитуде 6,6 степена 2007, који се догодио у 16:13, 16. јула 2007. године. У јединици 1 на истоку забележено је дрмање од 6,8 м / с2 (0,69 г). –Западни смер, изнад пројектне спецификације за сигурно искључивање од 4,5 м / с2, и знатно изнад спецификације за брзо поновно покретање кључне опреме у постројењу од 2,73 м / с2. Јединице 5 и 6 такође су забележиле тресење преко ове границе. Дрмање од 20,58 м / с2 забележено је у згради турбине јединице 3.
У то време је куљао црни дим за који је касније потврђено да је електрични трансформатор који се запалио у блоку 3. Пожар је угашен до поднева на дан земљотреса, око 2 сата након што је почео. Троспратна зграда трансформатора била је угљенисана.
Реакторске јединице 3, 4 и 7 аутоматски се сигурно искључују као одговор на земљотрес. Јединица 2 је била у режиму покретања, а није била на мрежи. Јединице 1, 5 и 6 су у то време већ биле угашене ради инспекције. Компанија је била спремна да поново покрене неке јединице од следећег дана, али је министарство трговине наложило постројењу да не ради док се не изврше додатне безбедносне провере. У среду, 18. јула, градоначелник наредио је да се заустави рад у погону док се не потврди његова сигурност. Лист Nikkei је известио да би владине провере безбедности могле одложити поновно покретање за више од годину дана, без навођења извора информација. Поређења ради, 2005. године реактор на нуклеарној електрани Онагава затворен је пет месеци након земљотреса.

### Међународна агенција за нуклеарну енергију
Међународна агенција за атомску енергију понудила је инспекцију постројења, што је у почетку одбијено. Гувернер префектуре Нигата тада је послао представку Шинзо Абеу. У недељу, 22. јула 2007. године, Агенција за нуклеарну и индустријску сигурност је најавила да ће дозволити инспекторима Уједињених нација да прегледају штету.
Тим из Међународне агенције извршио је четвородневну инспекцију, док су се настављале истраге јапанске Агенције за нуклеарну и индустријску сигурност (НИСА), Комисије за нуклеарну сигурност (НСЦ) и токијске компаније. Тим из агенције за атомску енергију потврдио је да је постројење „сигурно затворено“ и да се „чини да је штета мања од очекиване“. Тако је 19. августа известила да, за безбедносне и нуклеарне компоненте, „нема видљиве значајне штете је пронађено „иако су„ структуре, системи и компоненте који нису повезани са сигурношћу погођени значајном штетом “.
У званичном извештају који је издала агенција наводи се да се електрана „понашала на безбедан начин“ након четвородневне инспекције. Остала запажања су:„Чини се да су безбедносне структуре, системи и делови постројења у општем стању, много бољем него што би се могло очекивати за тако снажан земљотрес и нема видљиве значајне штете“. Укључене су и препоруке: поновна процена сеизмичке сигурности, детаљна геофизичка испитивања.
Планирано је да спољне инспекције постројења буду завршене до краја јула 2008. Распоред је 10. јула 2008. потврдио надзорник локације Акио Такахаши. Акира Амари је 15. јула рекао да његово министарство такође наставља сопствене тестове. Радионица агенције у јуну 2008. године препознала је да је земљотрес премашио „сеизмички улаз“ који се користи у дизајну те електране и да су прописи играли пресудну улогу у одржавању погона сигурним. Међутим, компанија је утврдила да су потребне значајне надоградње како би се носило са побољшаним разумевањем сеизмичког окружења и могућим ефектима тресења на локацији постројења.
Међународна агенција је послала тим у накнадну посету у јануару 2008. године. Закључили су да је предузет много висококвалитетног инспекцијског посла и приметили су могућа побољшања нуклеарног сеизмичког дизајна широм света која би могла произаћи из овог процеса. Додатна посета тима од 10 стручњака агенције догодила се у децембру 2008. године, приметивши да су „неочекивано велики покрети на земљи“ нешто од чега се може лако заштитити и додатно потврдивши безбедне перформансе постројења током земљотреса.

### Отпуштање радиоактивности
У почетку се сматрало да је нека вода (процењена на око 1,5 л) из базена истрошеног горива исцурила у Јапанско море као резултат земљотреса. Касније су детаљнији извештаји потврдили бројна издања, мада је већина била далеко мање активна од уобичајених природних извора зрачења. Према НИСА-е, ово је први пут да се испуштање радиоактивног материјала догодило као резултат земљотреса.
Тек 0,6 литара мало радиоактивне воде исцурило је са трећег спрата зграде реактора јединице 6, који је садржао 280 бекерела радиоактивности. (За референцу, детектор дима у домаћинству обично садржи 37 000 бекерела (1,0 μЦи) радиоактивности а живи одрасли човек обично има око 8000 Бк природне радиоактивности у свом телу.)
0,9 литара мало радиоактивне воде исцурило је са унутрашњег трећег спрата зграде реактора јединице 6, у коме је било 16.000 Бк радиоактивности.
Из јединице 6, 1,3 кубних метара воде из базена истрошеног горива исцурило је кроз дренажну цев и на крају у Јапанско море. Вода је садржала 80 Бк / Л, укупно 90.000 Бк у ослобађању. Ова вода из електране није представљала здравствени ризик чак и пре него што се разблажила.
У среду, 18. јула 2007. године, у јединици 7, владин инспектор је открио како цури радиоактивни јод из издувне цеви, цурење је почело између уторка и среде и потврђено је да је заустављено до четвртка увече. Количина ослобођеног јода процењена је на 12 милиона Бк, а укупна количина радиоактивности честица испуштених у ваздух била је око 402 000 000 Бк. Речено је да је ово била десет милиона од законске границе. Процењује се да је то проузроковало ненамерну дозу од 0,0002 наносеверта (нСв) по особи распоређену међу око 10 милиона људи. Ограничење дозе за јавно коришћење нуклеарне електране у Јапану у току једне године је 1100 нСв, а за поређење, природно зрачење у позадини широм света за људе је у просеку око 2.400.000 нСв / годишње (2,4 мСв / годишње). Што се тиче узрока, Ијасухиса Шиозаки је рекао „Ово је грешка због неспровођења упутства“, јер је отвор за вентилацију требао бити затворен.

### Други проблеми
Отприлике 400 резервоара који садрже нуклеарни отпад ниског нивоа ускладиштени у постројењу срушили су накнадни удари, а 40 је изгубило поклопац. Званичници компаније известили су 17. јула да су трагови радиоактивних материјала кобалт-60, јод и хром-51 пуштени у атмосферу, вероватно из резервоара који су изгубили поклопац.
Критике реакције компаније на догађај укључивале су време које је предузећу требало да пријави догађаје и сигурност са којом су успели да пронађу извор различитих проблема. Председник компаније је коментарисао да је на локацији било „нереда“ након посете после земљотреса. Иако је пријављена количина процуриле радиоактивности остала далеко испод онога што представља опасност за јавност, детаљи су се неколико пута мењали у неколико дана након земљотреса и привукли значајну пажњу медија. После земљотреса, компанија је наводно истраживала 50 одвојених случајева „квара и невоља“ што је касније промењено у 63 случаја. Чак су и сензори радиоактивности око локације наишли на невоље, очитавање са ових уређаја обично је доступно на мрежи, што јавности даје директну меру радиоактивности у околини локације, али због оштећења насталих током земљотреса престало је да извештава на веб локацији. Компанија је објавила извињење на тој страници, а подаци са уређаја који покривају офлајн период објављени су касније, не показујући вештачке абнормалности (имајте на уму да очитавања природно варирају у зависности од тога да ли пада киша или снег и мноштво других фактора).
Председник компаније тврдио је да су страхови од цурења радиоактивног материјала неосновани (с обзиром да је количина која је процурила у океан била милијардита законска граница), али многи међународни извештачи изразили су неповерење у компанију која у прошлости има контроверзе око прикривања.

### Утицај
Вест о земљотресу, у комбинацији са чињеницом да су резервни извори енергије (попут нафте и гаса) рекордно високи, довела је до пада компанијских залиха за 7,5%, што је највећи пад у последњих седам година, који је износио око 4,4 милијарде америчких долара изгубљених на залихама писање великих слова. То је компанији догађај учинило још скупљим од скандала око фалсификовања података из 2002. Поред тога, компанија је упозорила да би затварање погона могло проузроковати несташицу електричне енергије током летњих месеци. Министар трговине Акира Амари затражио је да пословни корисници смање употребу електричне енергије а у августу је компанија била приморана да смањи испоруке електричне енергије за индустријске потребе, први пут да је морала да прибегне таквим мерама у последњих 17 година.
Извештаји о цурењу проузроковали су хиљаде отказа у одмаралиштима и хотелима дуж обале Јапанског мора, чак до Муракамија, Ниигате (140 км североисточно) и острва Садо. Власници гостионица рекли су да су гласине штетније од директних последица земљотреса.
Искључење је приморало компанију да води погоне на природни гас уместо ове фабрике, не само повећавајући јапанску потражњу за горивом и повећавајући међународне цене, већ и повећавајући производњу угљен-диоксида тако да ће Јапан имати потешкоћа у испуњавању Кјото протокола.

### Рестартовање
Након 16 месеци свеобухватне процене засноване на компонентама и надоградњи на свих седам реактора, ова фаза реакције после земљотреса била је готово завршена, реактор 7 је потпуно надограђен да би се могао носити са сеизмичким окружењем. Дана 8. новембра 2008. године започело је пуњење горивом у реакторској јединици 7, припремајући се за период системских испитивања сигурности на том реактору. Тек19. фебруара 2009. компанија је поднела захтев локалној управи за поновно покретање јединице 7 након добијања одобрења од националне владе и регулатора. Споразум о локалној самоуправи за поновно покретање одобрен је у мају а електрична мрежа напајана је из јединице 7 са 20% снаге 19. маја. Реактор је подигнут на 100% снаге 5. јуна 2009. године у оквиру низа тестова поновног покретања.
Јединица 6 поново је покренута 26. августа 2009. и поново је повезана на мрежу 31. августа.
Јединица 1 поново је покренута 31. маја 2010. након утовара горивом (заједно са јединицом 5) раније те године, а електричну мрежу производила је до 6. јуна 2010.
Јединица 5 поново је започела производњу мреже 26. новембра 2010, исте недеље када је започело пуњење горивом за јединицу 3.

### Земљотрес 2011
На електрану није утицао земљотрес и цунами у Тохоку 11. марта 2011. После тога, реактори су затворени за планиране инспекције а локални гувернери и судови не дозвољавају да се поново покрену.

### Фукушимска катастрофа
Дана 21. априла 2011. године, након нуклеарне катастрофе Фукушима, компанија је објавила план за изградњу морског зида до висине од 15 м надморске висине и дужине више од 800 м за јединице 1– 4, и више од 500 m (1.600 ft) за јединице 5-7 до јуна 2013. Претпостављало се да је висина потенцијалног цунамија 3,3 м. Такође, направљени су планови за обнову базена за складиштење радиоактивног преливања који ће бити завршен до септембра 2012.

### 2011–2012: Истраживање о цунамијима у прошлости
Дана 10. новембра 2011. године, компанија је најавила истраживање о знацима прошлих цунамија на овом подручју. Бушилицама су узети узорци тла слојева седимента из 1600. године па до пре 7000 година, на девет локација око постројења на обали централног Јапана. Ово истраживање, прво које је компанија икада спровела на ову тему, започело је 15. новембра 2011. године, а планирано је да буде завршено у априлу 2012. године и спроведено је како би се испитала могућност већих цунамија него што се очекивало у време када је постројење било постављено дизајниран и изграђен.
Априла 2012. компанија је рекла да ће прерачунати ризике од земљотреса и цунамија. То је учињено након што су извештаји, које су објавиле четири префектуре око нуклеарне електране, поново проценили ризике од потенцијалних земљотреса у региону:
Префектура Тотори: катастрофа дуга 220 километара могао би изазвати земљотрес јачине 8,15
Префектура Шимане: магнитуде 8,01
Префектура Ишикава: магнитуде 7,99
Израчунате јачине земљотреса су готово три пута јаче од свих прорачуна које су они извршили у погледу процене безбедности за постројење. Они су се заснивали на земљотресу јачине 7,85 степени који је изазвао квар дуг 131 километар у близини острва Садо у Нигати и тсунами висок 3,3 метра. Да би се то издржало, био је у изградњи насип који ће се одупрети таласу цунамија до 15 метара висине. Прерачун може имати последице на тестове отпорности на стрес и процене безбедности за постројење.
Након планиране ревизије безбедносних стандарда у јулу 2013. године, неки кварови на реакторима сматрани су геолошки активним. Ово је пронашла јапанска новина Кијодо Њуз 23. јануара 2013. године у радовима и другом материјалу које је објавила компанија. Према новим прописима, геолошки потреси би се сматрали активним ако су се преселили у последњих 400 000 година, уместо мање строгог стандарда од 120 000 година, као што је раније било прихваћено. Два потреса, названа "Алфа" и "Бета", присутна су под реакторима 1 и 2. Остали кварови налазе се испод реактора 3 и реактора 5, као и испод зграде реактора 4. Према новим прописима, бета квар могао да се класификује као активан јер је премештао приземни слој укључујући вулкански пепео пре око 240 000 година. Коначни исход студије могао би покренути друго истраживање новоинсталираног јапанског регулатора. У јануару 2013. спроведене су или планиране студије геолошких раседа око шест јапанских локација реактора. Фабрика Кашивазаки-Карива би била број 7.